# Christine Falk (Malerin)
Christine Falk (* 1962 in Berlin) ist eine deutsche bildende Künstlerin.

## Leben
Christine Falk studierte von 1992 bis 1997 Freie Kunst/Malerei in der Kunsthochschule Berlin-Weißensee bei Werner Liebmann, dessen Meisterschülerin sie von 1997 bis 1998 war. Ihr Leben und ihre Arbeit sind stark vom Reisen geprägt, was sich auf ihre Arbeiten auswirkt.
Nach einem Stipendium der Stiftung KULTURfonds im Künstlerhaus Lukas Ahrenshoop 1999 und mehreren Asienreisen begann sie neben ihrer Ausstellungstätigkeit 2004 mit der Organisation internationaler Kunst- und Kulturaustauschprojekte. 2006 war sie als Artist in Residence in der Tao Hong Tai Factory Ratchaburi/Thailand. Eine Residence im Jahr 2006 bei „Lijiang Studio“ in den Bergen Südwestchinas mit anschließenden Ausstellungen gemeinsam mit Alfred Banze war Auslöser für das Projekt „Another China“, das 2008 im Kunstverein Tiergarten/Galerie Nord durchgeführt wurde. Eine zweite Staffel wurde 2009 mit Unterstützung des Goethe-Instituts Asien im Meta House Phnom Penh, Kambodia präsentiert. Von 2009 bis 2011 gab es insgesamt 10 Ausstellungen mit begleitenden Workshops und Präsentationen zum „Banyan Projekt“, einem internationalen und intermedialen Kunst-, Kultur- und Partizipationsprojekt (Initiator Alfred Banze) in Deutschland, Thailand, Kambodia, Tahiti, Cook Islands, auf den Fiji Islands, in Indien, China und R. D. Congo. 2010 war sie Artist in Residence im Künstlerhaus Yomoyama So, Tone/Japan, und Ausstellung ARTONE, organisiert von Maiko Sugano. 2011 fand das Projekt „Pattern & Signs“ in der Jamjuree Art Gallery der Chulalongkorn University Bangkok und dem Berliner Kunstverein Tiergarten/Galerie Nord mit internationalen Künstlern statt.

## Ausstellungen
G = Gruppen-, E = Einzelausstellungen
- 2021 „Bild einer Ausstellung“ Galerie Parterre Berlin (G); „Signale“ Kulturkapellen Berlin (G); Artspring 2021; „Artspring 2021“ Berlin (G). „Lost & Found“ Haus der Statistik Berlin (G); „Bangkok / Berlin“, Schloß Biesdorf, Berlin (E).
- 2020 „Bangkok by Bus / Berlin by Bus“, Schloß Biesdorf, Berlin (E).
- 2019 „Bangkok by Bus / Berlin“, Goethe-Institut Bangkok, Thailand (E); „Social Plastic“ mit A. Banze, Ortstermin Berlin (G); „40 in 40“, Kleine Galerie Eberswalde (G).
- 2018 „Colors of Dumaguete“, Silliman University, Dumaguete, Philippinen (G); „Gemeinschaften“ mit Hermann Grüneberg, TautHaus, Berlin (E); „Public Colors / Private Lines“ mit Alfred Banze, Gotisches Haus, Berlin-Spandau (E); „ART / COMMUNITY / ART“ Kunstquartier Bethanien, Berlin (G); Malerei, Goldbergkunst e.V., Goldberg (E, K); „In the Neighborhood“ Kunstpunkt Berlin (G).
- 2017 „Lebenswege am Jadedrachenschneegebirge“, Lijiang Studio, Lashihai/China (E); „Dreiklang-Dimensionen“, Petruskirche Berlin (E); „Genius Loci“, Oberwelt e.V., Stuttgart (G); „125 Bilder…“, Galerie Peters Bahrenbrock, Ahrenshoop (G); „Yours faithfully“, Galerie Nord, Berlin (G).
- 2016 „Lumineszenz“, mit Kiki Gebauer, Ratskeller-Galerie Berlin-Lichtenberg (E).
- 2015 „Public Colors / Private Lines“ Kersan Art Studio, Yogyakarta (G); „Annäherungen“ Kleine Galerie Eberswalde (E); „Es gibt kein Geheimnis“ Oberwelt e.V. Stuttgart, mit Alfred Banze (E); „Häuser“ Mia – Münsterhaus Sankt Wendel mit D. Hinzen-Röhrig und S. Sinha (G).
- 2014 „German Lane Guangzhou“ Sabaki Art Space, Guangzhou, China mit Alfred Banze (E); „Malerei“ degewo-Remise Berlin – Pankow (E); „Häuser“ Malerei, Galerie Kurt im Hirsch Berlin mit Sonja Plattner (E); GEHAG – Forum Berlin (G).
- 2013 „Exotika 2013“ Art Lab Nikon Pathom, Thailand & Berlin, Galerie M, Galerie Nord (G); „Auch das Abstrakte lebt aus dem Lebendigen“ KV Radolfzell mit W. Follmer (E)
- 2011 „Pattern & Signs“ Jamjuree Art Gallery Bangkok & Galerie Nord, Berlin (G); „The Banyan Tree“ BHU Varanasi, Indien & TCG Nordic Kunming, China (G).
- 2010 „Artone“ Tone, Japan (G); „Was vom Reisen übrig bleibt“ Scotty-Enterprises e.V., Berlin (E, K); „The Banyan Tree“ Centre de Metiers d Art, Tahiti National Museum Fiji, Kunst Galerie Fürth (G); „Malerei“ Kunstverein Burgwedel mit Christina Pohl und Uta Jeran (G).
- 2009 „The Banyan Tree“ National Gallery Bangkok, Thailand, Meta House Phnom Penh, Galerie im Körnerpark Berlin (G); „Preview“ Messebeteiligung (G).
- 2008 „Vom Reisen“ mit Alfred Banze, Kunstverein Usedom, Heringsdorf (E); „Another China“ Galerie Nord, Berlin (G); „Berliner Kunstsalon“ Messebeteiligung (G).
- 2007 „ComingCloser“ The National Gallery Bangkok, Lichthof im Auswärtigen Amt Berlin, Rathaus Stuttgart (G); „To raise one question after another“ Songzhuang Art Festival, Beijing, China (G); „Fotoprojekt“ Golden Dragon Street Gallery Zhongdian, China (E); „Bilder vom Reisen in Südostasien“ Scotty-Enterprises e.V., Berlin (E); „tease“, Köln, Messebeteiligung (G).
- 2006 „Berliner Kunstsalon“ Messebeteiligung (G); „Paintings“ Golden Dragon Gallery, Zhongdian, China mit A.Banze (E); „Installation, Foto, Paintings“ Haidong Art Center, Lijiang, China mit A.Banze (E).
- 2005 „Thailand Paintings“ Rotunda Gallery, Bangkok, Goethe-Institut, Bangkok, Thailand (E); „Nah & Fern“ Stiftung Burg Kniphausen, Wilhelmshaven, mit Barbara Eitel (E).
- 2004 „Stadt Raum Landschaft“, Galerie Bernau, mit Anne Ochmann (E); „Stille Sensationen“ Kunstverein Nordenham (E, K); „Wanderlust“ Galerie Roter Pavillon, Bad Doberan (E).

## Publikation
- Malerei Katalog 2004.
- Coming Closer, Bangkok-Berlin-Stuttgart 2007
- Another China Katalog Kunstverein Tiergarten Berlin, Christine Falk + Alfred Banze, Berlin 2008.
- Banyan Katalog Ausstellung „The Banyan Tree – Art + Encounters“, Christine Falk + Alfred Banze, Berlin 2009.
- Malerei Katalog 2010.
- Exotika 2013 Katalog SAL Thailand, KV Tiergarten, Galerie M, Alfred Banze + Christine Falk, 2013.
- Bangkok by Bus / Berlin by Bus, Goethe-Institut Thailand, Alfred Banze + Christine Falk, 2019.
- Berlin by Bus / Bangkok by Bus, Schloss Biesdorf Berlin, Alfred Banze + Christine Falk, 2020.